# Affléville
Affléville település Franciaországban, Meurthe-et-Moselle megyében. Lakosainak száma 176 fő (2022. január 1.). Affléville Gondrecourt-Aix, Joudreville, Norroy-le-Sec, Bouligny, Dommary-Baroncourt és Rouvres-en-Woëvre községekkel határos.

## Népesség
A település népességének változása:
| Lakosok száma | 196  | 179  | 185  | 201  | 181  | 179  | 179  | 178  | 178  | 176  |
|               | 1968 | 1982 | 1990 | 2006 | 2013 | 2015 | 2017 | 2019 | 2020 | 2022 |